# Frontières de l'Estonie

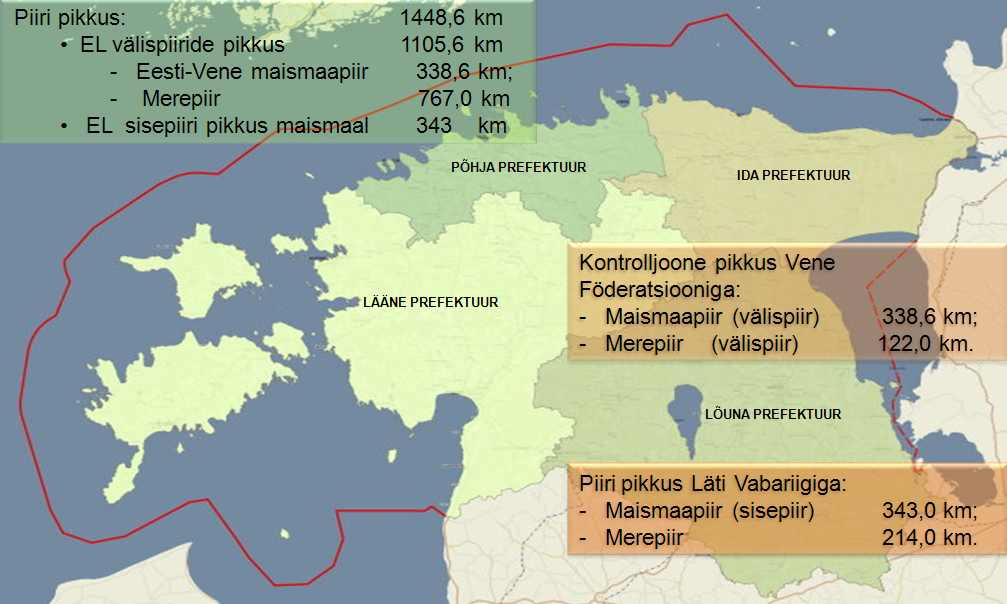
Frontière Estonienne

Cet article recense les frontières de l'Estonie, qu'elles soient terrestres ou maritimes, selon l'expression actuelle de la souveraineté de ce pays avec ses homologues contigus.

## Frontières terrestres et maritimes
L'Estonie possède des frontières terrestres et maritimes avec :
- la Russie (294 km[1],[2]) : voir Frontière entre l'Estonie et la Russie ;
- la Lettonie (339 km[1],[3]) : voir Frontière entre l'Estonie et la Lettonie ;
- la Finlande : voir Frontière entre l'Estonie et la Finlande ;
- la Suède : voir Frontière entre l'Estonie et la Suède.